# Rinorea racemosa

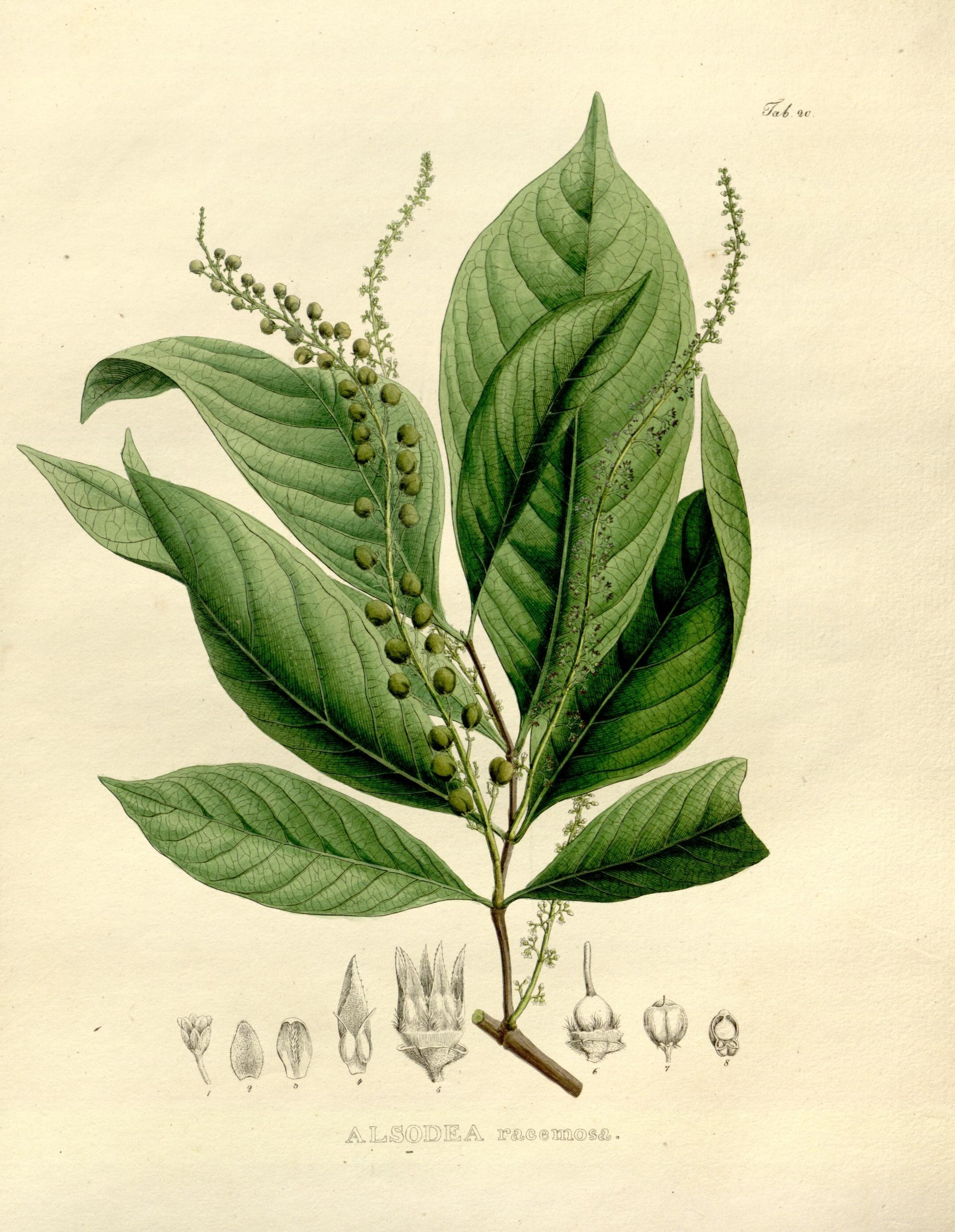

Rinorea racemosa är en violväxtart som först beskrevs av C. Martius, och fick sitt nu gällande namn av Carl Ernst Otto Kuntze. Rinorea racemosa ingår i släktet Rinorea och familjen violväxter. Inga underarter finns listade i Catalogue of Life.